# Pariyaram
Pariyaram  es una ciudad censal situada en el distrito de Kannur en el estado de Kerala (India). Su población es de 20405 habitantes (2011). Se encuentra a 26 km de Kannur.

## Demografía
Según el censo de 2011 la población de Pariyaram era de 20405 habitantes, de los cuales 9582 eran hombres y 10823 eran mujeres. Pariyaram tiene una tasa media de alfabetización del 93,19%, inferior a la media estatal del 94%: la alfabetización masculina es del 96,81%, y la alfabetización femenina del 90,03%.